# Формула-1 — Гран-прі Італії 1950
Гран-прі Італії 1950 (офіційно — XXI GRAN PREMIO D'ITALIA) — автоперегони чемпіонату світу з Формули-1, які відбулися 3 вересня 1950 року. Гонка була проведена на автодромі Монца у Монці (Італія). Це сьомий етап чемпіонату світу і двадцяте Гран-прі Італії в історії. 
Переможцем гонки і водночас чемпіоном світу став італієць Джузеппе Фаріна (Альфа-Ромео). Друге місце посіли Доріно Серафіні та Альберто Аскарі (Феррарі), а третє — Луїджі Фаджолі (Альфа-Ромео).
Чинним переможцем гонки був Альберто Аскарі, який у 1949 році виступав за команду Феррарі.

## Учасники
| №        | Пілот               | Команда             | Конструктор          | Шасі                | Двигун                    | Шини |
| -------- | ------------------- | ------------------- | -------------------- | ------------------- | ------------------------- | ---- |
| 2        | Джонні Клез         | Ecurie Belge        | Талбот-Лаго - Талбот | Talbot-Lago T26C    | Talbot 23CV 4.5 L6        | D    |
| 4        | Франко Роль         | Мазераті            | Мазераті             | Maserati 4CLT/48    | Maserati 4CLT 1.5 L4s     | P    |
| 6        | Луї Широн           | Мазераті            | Мазераті             | Maserati 4CLT/48    | Maserati 4CLT 1.5 L4s     | P    |
| 8        | Пітер Вайтгед       | Пітер Вайтгед       | Феррарі              | Ferrari 125         | Ferrari 125 F1 1.5 V12s   | P    |
| 10       | Джузеппе Фаріна     | Альфа Ромео SpA     | Альфа Ромео          | Alfa Romeo 159      | Alfa Romeo 158 1.5 L8s    | P    |
| 12       | Раймон Зоммер       | Раймон Зоммер       | Талбот-Лаго - Талбот | Talbot-Lago T26C    | Talbot 23CV 4.5 L6        | D    |
| 14       | Джованні Бракко     | Скудерія Феррарі    | Феррарі              | Ferrari 125         | Ferrari 125 F1 1.5 V12s   | P    |
| 16       | Альберто Аскарі     | Скудерія Феррарі    | Феррарі              | Ferrari 375         | Ferrari 375 F1 4.5 V12    | P    |
| 18       | Хуан-Мануель Фанхіо | Альфа Ромео SpA     | Альфа Ромео          | Alfa Romeo 159      | Alfa Romeo 158 1.5 L8s    | P    |
| 20       | Луїджі де Філіппіс  | Де Філіппіс         | Мазераті             | Maserati 4CLT/48    | Maserati 4CLT 1.5 L4s     | P    |
| 22       | Клементе Біондетті  | Клементе Біондетті  | Феррарі - Ягуар      | Biondetti/166S      | Jaguar XK 3.4 L6          | P    |
| 24       | Філіп Етанселен     | Філіп Етанселен     | Талбот-Лаго - Талбот | Talbot-Lago T26C    | Talbot 23CV 4.5 L6        | D    |
| 26       | Редж Пернелл        | Скудерія Амброзіана | Мазераті             | Maserati 4CLT/48    | Maserati 4CLT 1.5 L4s     | D    |
| 28       | Пауль Піч           | Пауль Піч           | Мазераті             | Maserati 4CLT/48    | Maserati 4CLT 1.5 L4s     | P    |
| 30       | Принц Біра          | Енріко Плате        | Мазераті             | Maserati 4CLT/48    | Maserati 4CLT 1.5 L4s     | P    |
| 32       | Кат Гаррісон        | Кат Гаррісон        | ERA                  | Era B               | ERA 1.5 L6s               | D    |
| 34       | Луїджі Плате        | Енріко Плате        | Талбот-Лаго - Талбот | Talbot-Lago 700     | Talbot 700 1.5 L8s        | D    |
| 36       | Луїджі Фаджолі      | Альфа Ромео SpA     | Альфа Ромео          | Alfa Romeo 158      | Alfa Romeo 158 1.5 L8s    | P    |
| 38       | Туло де Граффенрід  | Енріко Плате        | Мазераті             | Maserati 4CLT/48    | Maserati 4CLT 1.5 L4s     | P    |
| 40       | Гі Мерез            | Гі Мерез            | Талбот-Лаго - Талбот | Talbot-Lago T26C    | Talbot 23CV 4.5 L6        | D    |
| 42       | Моріс Трентін'ян    | Гордіні             | Simca-Gordini        | Simca-Gordini T15   | Simca-Gordini 15C 1.5 L4s | E    |
| 44       | Робер Манзон        | Гордіні             | Simca-Gordini        | Simca-Gordini T15   | Simca-Gordini 15C 1.5 L4s | E    |
| 46       | Консальво Санезі    | Альфа Ромео SpA     | Альфа Ромео          | Alfa Romeo 158      | Alfa Romeo 158 1.5 L8s    | P    |
| 48       | Доріно Серафіні     | Скудерія Феррарі    | Феррарі              | Ferrari 375         | Ferrari 375 F1 4.5 V12    | P    |
| 50       | Девід Маррей        | Скудерія Амброзіана | Мазераті             | Maserati 4CLT/48    | Maserati 4CLT 1.5 L4s     | D    |
| 52       | Феліче Бонетто      | Скудерія Мілан      | Мілан - Спелуцці     | Milano 1            | Speluzzi 1.5 L4s          | P    |
| 56       | П'єр Левег          | П'єр Левег          | Талбот-Лаго - Талбот | Talbot-Lago T26C    | Talbot 23CV 4.5 L6        | D    |
| 58       | Луї Розьє           | Екюрі Розьє         | Талбот-Лаго - Талбот | Talbot-Lago T26C    | Talbot 23CV 4.5 L6        | D    |
| 60       | П'єро Таруффі       | Альфа Ромео SpA     | Альфа Ромео          | Alfa Romeo 158      | Alfa Romeo 158 1.5 L8s    | P    |
| 62       | Франко Комотті      | Скудерія Мілан      | Мазераті - Мілан     | Maserati 4CLT/50    | Milano 1.5 L4s            | P    |
| 64       | Анрі Луво           | Екюрі Розьє         | Талбот-Лаго - Талбот | Talbot-Lago T26C-GS | Talbot 23CV 4.5 L6        | D    |
| 66       | Франко Бордоні      | Енріко Плате        | Талбот-Лаго - Талбот | Talbot-Lago 700     | Talbot 700 1.5 L8s        | D    |
| Джерела: |                     |                     |                      |                     |                           |      |

Джованні Бракко, Луїджі де Філіппіс, Редж Пернелл, Луїджі Плате та Франко Бордоні вибули зі змагань перед вільними заїздами.

## Положення у чемпіонаті перед гонкою
| Особистий залік \| Поз \| Пілот \| Очки \| \| --- \| ------------------- \| ---- \| \| 1 \| Хуан-Мануель Фанхіо \| 26 \| \| 2 \| Луїджі Фаджолі \| 24 \| \| 3 \| Джузеппе Фаріна \| 22 \| \| 4 \| Луї Розьє \| 10 \| \| 5 \| Джонні Парсонс \| 9 \| |                     |      |
| Поз | Пілот               | Очки |
| 1 | Хуан-Мануель Фанхіо | 26   |
| 2 | Луїджі Фаджолі      | 24   |
| 3 | Джузеппе Фаріна     | 22   |
| 4 | Луї Розьє           | 10   |
| 5 | Джонні Парсонс      | 9    |

## Умови для чемпіонства

### Хуан-Мануель Фанхіо
| Хуан-Мануель Фанхіо | Джузеппе Фаріна                     | Луїджі Фаджолі                      |
| ------------------- | ----------------------------------- | ----------------------------------- |
| 1-ше або 2-ге       | Неважливе                           | Неважливе                           |
| 3-тє, 4-те, 5-те    | 2-ге або нижче                      | Неважливе                           |
| Найшвидше коло      | 3-тє або нижче                      | Неважливе                           |
| Без очок            | 3-тє або нижче без найшвидшого кола | 2-ге або нижче без найшвидшого кола |

### Луїджі Фаджолі
| Луїджі Фаджолі          | Хуан-Мануель Фанхіо | Джузеппе Фаріна |
| ----------------------- | ------------------- | --------------- |
| 1-ше з найшвидшим колом | Без очок            | 3-тє або нижче  |

### Джузеппе Фаріна
| Джузеппе Фаріна           | Хуан-Мануель Фанхіо | Луїджі Фаджолі                      |
| ------------------------- | ------------------- | ----------------------------------- |
| 1-ше з найшвидшим колом   | 3-тє або нижче      | Неважливе                           |
| 1-ше без найшвидшого кола | 4-те або нижче      | Неважливе                           |
| 2-ге з найшвидшим колом   | 5-те або нижче      | Неважливе                           |
| 3-тє з найшвидшим колом   | Неважливе           | 2-ге або нижче без найшвидшого кола |

## Кваліфікація
| Місце    | №  | Пілот               | Конструктор          | Час    | Проміжок |
| -------- | -- | ------------------- | -------------------- | ------ | -------- |
| 1        | 18 | Хуан-Мануель Фанхіо | Альфа Ромео          | 1:58.6 | –        |
| 2        | 16 | Альберто Аскарі     | Феррарі              | 1:58.8 | + 0.2    |
| 3        | 10 | Джузеппе Фаріна     | Альфа Ромео          | 2:00.2 | + 1.6    |
| 4        | 46 | Консальво Санезі    | Альфа Ромео          | 2:00.4 | + 1.8    |
| 5        | 36 | Луїджі Фаджолі      | Альфа Ромео          | 2:04.0 | + 5.4    |
| 6        | 48 | Доріно Серафіні     | Феррарі              | 2:05.6 | + 7.0    |
| 7        | 60 | П'єро Таруффі       | Альфа Ромео          | 2:05.8 | + 7.2    |
| 8        | 12 | Раймон Зоммер       | Талбот-Лаго - Талбот | 2:08.6 | + 10.0   |
| 9        | 4  | Франко Роль         | Мазераті             | 2:10.0 | + 11.4   |
| 10       | 44 | Робер Манзон        | Simca-Gordini        | 2:12.4 | + 13.8   |
| 11       | 40 | Гі Мерез            | Талбот-Лаго - Талбот | 2:13.2 | + 14.6   |
| 12       | 42 | Моріс Трентін'ян    | Simca-Gordini        | 2:13.4 | + 14.8   |
| 13       | 58 | Луї Розьє           | Талбот-Лаго - Талбот | 2:13.4 | + 14.8   |
| 14       | 64 | Анрі Луво           | Талбот-Лаго - Талбот | 2:13.8 | + 15.2   |
| 15       | 30 | Принц Біра          | Мазераті             | 2:14.0 | + 15.4   |
| 16       | 24 | Філіп Етанселен     | Талбот-Лаго - Талбот | 2:14.4 | + 15.8   |
| 17       | 38 | Туло де Граффенрід  | Мазераті             | 2:14.4 | + 15.8   |
| 18       | 8  | Пітер Вайтгед       | Феррарі              | 2:16.2 | + 17.6   |
| 19       | 6  | Луї Широн           | Мазераті             | 2:17.2 | + 18.6   |
| 20       | 56 | П'єр Левег          | Талбот-Лаго - Талбот | 2:17.2 | + 18.6   |
| 21       | 32 | Кат Гаррісон        | ERA                  | 2:18.4 | + 19.8   |
| 22       | 2  | Джонні Клез         | Талбот-Лаго - Талбот | 2:18.6 | + 20.0   |
| 23       | 52 | Феліче Бонетто      | Мілан-Спелуцці       | 2:19.8 | + 21.2   |
| 24       | 50 | Девід Маррей        | Мазераті             | 2:22.0 | + 23.4   |
| 25       | 22 | Клементе Біондетті  | Феррарі - Ягуар      | 2:30.6 | + 32.0   |
| 26       | 62 | Франко Комотті      | Мазераті - Мілан     | 2:33.6 | + 35.0   |
| 27       | 28 | Пауль Піч           | Мазераті             | 3:00.2 | + 61.9   |
| НТР      | 14 | Джованні Бракко     | Феррарі              | –      | –        |
| НТР      | 26 | Редж Пернелл        | Мазераті             | –      | –        |
| НТР      | 34 | Луїджі Плате        | Талбот               | –      | –        |
| Джерело: |    |                     |                      |        |          |

## Гонка
| Місце                                                                            | №  | Пілот                             | Конструктор          | Кола | Час/причина сходу | Старт | Очки |
| -------------------------------------------------------------------------------- | -- | --------------------------------- | -------------------- | ---- | ----------------- | ----- | ---- |
| 1                                                                                | 10 | Джузеппе Фаріна                   | Альфа Ромео          | 80   | 2:51:17.4         | 3     | 8    |
| 2                                                                                | 48 | Доріно Серафіні Альберто Аскарі   | Феррарі              | 80   | + 1:18.6          | 6     | 33   |
| 3                                                                                | 36 | Луїджі Фаджолі                    | Альфа Ромео          | 80   | + 1:35.6          | 5     | 4    |
| 4                                                                                | 58 | Луї Розьє                         | Талбот-Лаго - Талбот | 75   | + 5 кіл           | 13    | 3    |
| 5                                                                                | 24 | Філіп Етанселен                   | Талбот-Лаго - Талбот | 75   | + 5 кіл           | 16    | 2    |
| 6                                                                                | 38 | Туло де Граффенрід                | Мазераті             | 72   | + 8 кіл           | 17    |      |
| 7                                                                                | 8  | Пітер Вайтгед                     | Феррарі              | 72   | + 8 кіл           | 18    |      |
| Схід                                                                             | 50 | Девід Маррей                      | Мазераті             | 56   | Коробка передач   | 24    |      |
| Схід                                                                             | 32 | Кат Гаррісон                      | ERA                  | 51   | Радіатор          | 21    |      |
| Схід                                                                             | 12 | Раймон Зоммер                     | Талбот-Лаго - Талбот | 48   | Коробка передач   | 8     |      |
| Схід                                                                             | 40 | Гі Мерез                          | Талбот-Лаго - Талбот | 42   | Маслопровід       | 11    |      |
| Схід                                                                             | 4  | Франко Роль                       | Мазераті             | 39   | Схід              | 9     |      |
| Схід                                                                             | 60 | П'єро Таруффі Хуан-Мануель Фанхіо | Альфа Ромео          | 34   | Двигун            | 7     |      |
| Схід                                                                             | 56 | П'єр Левег                        | Талбот-Лаго - Талбот | 29   | Коробка передач   | 20    |      |
| Схід                                                                             | 18 | Хуан-Мануель Фанхіо               | Альфа Ромео          | 23   | Коробка передач   | 1     | 1    |
| Схід                                                                             | 2  | Джонні Клез                       | Талбот-Лаго - Талбот | 22   | Перегрів          | 22    |      |
| Схід                                                                             | 16 | Альберто Аскарі                   | Феррарі              | 21   | Двигун            | 2     |      |
| Схід                                                                             | 22 | Клементе Біондетті                | Феррарі - Ягуар      | 17   | Двигун            | 25    |      |
| Схід                                                                             | 64 | Анрі Луво                         | Талбот-Лаго - Талбот | 16   | Гальма            | 14    |      |
| Схід                                                                             | 62 | Франко Комотті                    | Мазераті - Мілан     | 15   | Схід              | 26    |      |
| Схід                                                                             | 42 | Моріс Трентін'ян                  | Simca-Gordini        | 13   | Водопровід        | 12    |      |
| Схід                                                                             | 6  | Луї Широн                         | Мазераті             | 13   | Тиск масла        | 19    |      |
| Схід                                                                             | 46 | Консальво Санезі                  | Альфа Ромео          | 11   | Двигун            | 4     |      |
| Схід                                                                             | 44 | Робер Манзон                      | Simca-Gordini        | 7    | Коробка передач   | 10    |      |
| Схід                                                                             | 30 | Принц Біра                        | Мазераті             | 1    | Двигун            | 15    |      |
| Схід                                                                             | 28 | Пауль Піч                         | Мазераті             | 0    | Двигун            | 27    |      |
| НС                                                                               | 52 | Феліче Бонетто                    | Мілан-Спелуцці       | 0    | Не стратував      | 23    |      |
| Найшвидше коло: Хуан-Мануель Фанхіо (Альфа Ромео) — 2:00.0, поставлене на 7 колі |    |                                   |                      |      |                   |       |      |
| Джерело:                                                                         |    |                                   |                      |      |                   |       |      |

Альберто Аскарі замінив Доріно Серафіні на 47-му колі.
Хуан-Мануель Фанхіо замінив П'єро Таруффі на 25-му колі.

## Положення у чемпіонаті після гонки
| Особистий залік \| Поз \| Пілот \| Очки \| \| --- \| ------------------- \| ------- \| \| 1 \| Джузеппе Фаріна \| 30 \| \| 2 \| Хуан-Мануель Фанхіо \| 27 \| \| 3 \| Луїджі Фаджолі \| 24 (28) \| \| 4 \| Луї Розьє \| 13 \| \| 5 \| Альберто Аскарі \| 11 \| |                     |         |
| Поз | Пілот               | Очки    |
| 1 | Джузеппе Фаріна     | 30      |
| 2 | Хуан-Мануель Фанхіо | 27      |
| 3 | Луїджі Фаджолі      | 24 (28) |
| 4 | Луї Розьє           | 13      |
| 5 | Альберто Аскарі     | 11      |